# Percy Isenia
Percy Isenia (Zwijndrecht, 25 december 1976) is een Nederlandse honkballer.
De in Dordrecht geboren Percy Paul Isenia begon op vijfjarige leeftijd met honkballen in Zwijndrecht. Tot zijn 18de jaar won hij meerdere Nederlandse jeugdkampioenschappen waarna hij in 1996 vertrok naar het opleidingsteam van Neptunus (Tridents) in Rotterdam. In dat zelfde jaar maakte hij zijn debuut in de hoofdklasse.
Met Neptunus behaalde Isenia 7 landstitels (1999-2005) en veroverde 7 Europa Cup titels op een rij, een ongeëvenaard record. (1998-2004). Ook won hij met Neptunus 4 Super Cups.
Na afloop van het seizoen 2005 maakte Isenia de overstap van Neptunus naar het Haagse ADO en speelde daar 2 seizoenen. In 2008, 2009 en 2010 kwam hij uit voor Sparta/Feyenoord te Rotterdam. In 2011 ging Percy spelen voor L&D Amsterdam Pirates waar hij op dit moment nog steeds speelt en vanaf 2013 actief is als speler coach.
Isenia debuteerde in het Nederlands team tijdens het World Port Tournament van 1999. Tien jaar later besloot hij een punt achter zijn interlandloopbaan te zetten. Hij had op dat moment 156 interlands gespeeld. In zijn debuutjaar werd hij direct Europees kampioen. Als talent was Isenia dat jaar winnaar van de Guus van der Heijden Memorial Trophy voor de beste international onder 23 jaar. De afgelopen jaren heeft Isenia al aan verschillende grote toernooien deelgenomen. Zo was hij met Oranje actief op de Olympische Spelen in 2000 en 2008, de wereldkampioenschappen en Europese kampioenschappen in 2001, 2003 en 2005 en het Olympisch kwalificatietoernooi in 2003. Tijdens het World Port Tournament in 2003 werd Isenia uitgeroepen tot Meest Populaire Speler.
Tijdens de Haarlemse honkbalweek in 2004 kwam Percy Isenia als aangewezen slagman in drie wedstrijden in actie. Na afloop van de Haarlemse Honkbalweek viel Isenia in verband met een zware polsblessure af voor de Olympische selectie. Een jaar later keerde hij terug in Oranje.
Met Nederland prolongeerde hij in 2005 in Tsjechië de Europese titel. Twee maanden later schreef Isenia met Nederland geschiedenis tijdens het wereldkampioenschap in Nederland begin september 2005. Oranje haalde voor het eerst in de historie de halve finales van een wereldkampioenschap. Nederland eindigde uiteindelijk op de vierde plaats. Isenia kwam in tien duels in actie als eerste honkman. Hij produceerde elf hits, waaronder zeven tweehonkslagen en één homerun. Hij scoorde elf punten en bracht acht punten over de thuisplaat. Na afloop van het WK werd Isenia verkozen tot beste eerste honkman voor het All Star-team.
In maart 2006 maakte Isenia deel uit van de selectie, die deelnam aan de World Baseball Classic in Puerto Rico. Nederland speelde drie wedstrijden en won hier één van. Isenia kwam in twee duels als aangewezen slagman in actie. In vijf slagbeurten noteerde hij twee honkslagen (.400). Tijdens de Olympische spelen 2008 in Peking speelde Isenia een sterk toernooi en eindigde het toernooi met een slaggemiddelde van .300.
In 2009, na 156 Interlands, besloot Isenia om te stoppen met het spelen voor het Nederlands team om zo meer tijd vrij te maken voor het geven van honkbalclinics voor zijn bedrijf Isenia Baseball Clinics.
Isenia haalde gedurende zijn sportloopbaan een HEAO-diploma 'commerciële economie' aan de Randstad Topsport Academie. 
Sharnol Adriana · 
Johnny Balentina · 
Patrick Beljaards · 
Ken Brauckmiller · 
Rob Cordemans · 
Jeffrey Cranston · 
Michaël Crouwel · 
Radhames Dijkhoff · 
Robert Eenhoorn · 
Rikkert Faneyte · 
Evert-Jan 't Hoen · 
Chairon Isenia · 
Percy Isenia · 
Eelco Jansen · 
Ferenc Jongejan · 
Dirk van 't Klooster · 
Patrick de Lange · 
Raily Legito · 
Jurriaan Lobbezoo · 
Remy Maduro · 
Hensley Meulens · 
Ralph Milliard · 
Erik Remmerswaal · 
Orlando Stewart
Sharnol Adriana · 
David Bergman · 
Leon Boyd · 
Yurendell de Caster · 
Rob Cordemans · 
Dave Draijer · 
Michael Duursma · 
Bryan Engelhardt · 
Percy Isenia · 
Sidney de Jong · 
Michiel van Kampen · 
Eugene Kingsale · 
Dirk van 't Klooster · 
Roel Koolen · 
Raily Legito · 
Diego Markwell · 
Shairon Martis · 
Martijn Meeuwis · 
Danny Rombley · 
Jeroen Sluijter · 
Tjerk Smeets · 
Alexander Smit · 
Juan Carlos Sulbaran · 
Pim Walsma